# Симон Кесел
Симон Кесел (на английски: Simone Kessell) новозеландска актриса.

## Биография и творчество

### Личен живот
Симон е омъжена за австралийския режисьор Грегор Джордан. Те имат двама сина, Джак (януари 2005) и Бо (2013), родени в Лос Анджелис.